# Jonah Koech
Jonah Koech Kipruto (Eldoret, 12 dicembre 1996) è un mezzofondista keniano naturalizzato statunitense.

## Progressione

### 800 metri piani
| Stagione | Misura     | Luogo       | Data      | Rank. Mond. |
| -------- | ---------- | ----------- | --------- | ----------- |
| 2025     | 1'44"82(i) | New York    | 8-2-2025  |             |
| 2024     | 1'44"32    | Eugene      | 30-6-2024 |             |
| 2022     | 1'44"74    | Eugene      | 26-6-2022 |             |
| 2021     | 1'45"58    | Vida        | 22-6-2021 |             |
| 2019     | 1'46"42    | Norman      | 12-5-2019 |             |
| 2018     | 1'46"23    | Eugene      | 8-6-2018  |             |
| 2017     | 1'49"99    | Los Angeles | 15-4-2017 |             |
| 2016     | 1'46"53    | Eugene      | 8-6-2016  |             |
| 2015     | 1'50"73    | Addis Abeba | 7-3-2015  |             |
| 2014     | 1'47"89    | Nairobi     | 25-6-2014 |             |

## Palmarès
| Anno                                | Manifestazione     | Sede        | Evento      | Risultato | Prestazione | Note        |
| ----------------------------------- | ------------------ | ----------- | ----------- | --------- | ----------- | ----------- |
| In rappresentanza del Kenya         |                    |             |             |           |             |             |
| 2015                                | Camp. africani U18 | Addis Abeba | 800 m piani | Argento   | 1'50"88     |             |
| In rappresentanza degli Stati Uniti |                    |             |             |           |             |             |
| 2022                                | Mondiali           | Eugene      | 800 m piani | Batteria  | dq          | [ 1 ] [ 2 ] |
| 2022                                | Campionati NACAC   | Freeport    | 800 m piani | Oro       | 1'45"87     |             |

## Campionati nazionali
2021
- el. in semifinale ai Trials olimpici staunitensi (Eugene), 800 metri piani - 1'47"03

2022
- 7º ai campionati statunitensi indoor (Spokane), 800 metri piani - 1'49"64
- Argento ai campionati statunitensi (Eugene), 800 metri piani - 1'44"74

2024
- 5º ai campionati Trials olimpici staunitensi (Eugene), 800 metri piani - 1'44"32

2025
- 5º ai campionati statunitensi indoor (New York), 800 metri piani - 1'45"82

## Altre competizioni internazionali
2025
- Oro al Meeting international Mohammed VI d'athlétisme de Rabat ( Rabat), 1500 m piani - 3'31"43